# Cabiri
Cabiri – miasto w Angoli, w prowincji Luanda.